# Lepadella patella
Lepadella patella är en hjuldjursart som först beskrevs av Müller 1773.  Lepadella patella ingår i släktet Lepadella och familjen Lepadellidae. Arten är reproducerande i Sverige.

## Underarter
Arten delas in i följande underarter:
- L. p. matudai
- L. p. oblonga
- L. p. patella
- L. p. persimilis